# Al-Khidir District
Al-Khidir District är ett distrikt i Irak.   Det ligger i provinsen Al-Muthanna, i den sydöstra delen av landet, 260 km söder om huvudstaden Bagdad.